# 론 하워드
로널드 윌리엄 "론" 하워드(영어: Ronald William "Ron" Howard, 1954년 3월 1일 ~ )는 미국의 배우, 영화 감독이다. 배우 브라이스 댈러스 하워드의 아버지다. 2001년 개봉한 《뷰티풀 마인드》로 제74회 아카데미 감독상과 작품상을 받았다. 그 외에도 《다빈치 코드》, 《천사와 악마》, 《인페르노》를 연출하며 《스플래시》부터 함께한 그의 페르소나 톰 행크스와 환상의 호흡을 보여주고 있다. 2013년에는 크리스 헴스워스 주연의 《러시: 더 라이벌》로 F1을 다룬 스토리와 화려한 연출로 호평받았고, 비틀즈 최고의 전성기인 1963년부터 4년간의 공연 기록을 다룬 《비틀스: 에잇 데이즈 어 위크》를 연출했다.

## 작품 목록

### 감독
- 코쿤
- 아폴로 13
- 뷰티풀 마인드
- 신데렐라 맨
- 다빈치 코드
- 천사와 악마
- 러시: 더 라이벌
- 하트 오브 더 씨
- 비틀스: 에잇 데이즈 어 위크
- 인페르노
- 한 솔로: 스타워즈 스토리
- 힐빌리의 노래
- 서틴 라이브즈
- 에덴